# Libythea hybrida
Libythea hybrida är en fjärilsart som beskrevs av Martin 1896. Libythea hybrida ingår i släktet Libythea och familjen praktfjärilar. Inga underarter finns listade i Catalogue of Life.